# Mesochorus desertorum
Mesochorus desertorum är en stekelart som beskrevs av Dasch 1974. Mesochorus desertorum ingår i släktet Mesochorus och familjen brokparasitsteklar. Inga underarter finns listade i Catalogue of Life.